# Андреа Монтермини
Андреа Монтермини (на италиански: Andrea Montermini) е бивш пилот от Формула 1. Роден на 30 май 1964 година в Сазуоло, Италия.

## Формула 1
Андреа Монтермини прави своя дебют във Формула 1 в Голямата награда на Испания през 1994 година. В световния шампионат записва 29 състезания като не успява да спечели точки, състезава се за три различни отбора.